# Романс о поэте
«Романс о поэте» — музыкальный фильм по мотивам вокального цикла «Дорога к Пушкину».

## Сюжет
Музыкально-поэтический цикл «Дорога к Пушкину», был выпущен на виниле фирмой «Мелодия» в 1989 году и на CD фирмой «Star Bridge» в 1994 году. Именно эта пластинка легла в основу фильма «Романс о поэте», довольно своеобразно повествующем о жизни, любви и смерти А. С. Пушкина. Фильм создан из отдельных видеоклипов на романсы киевских авторов — композитора Владимира Быстрякова и поэта Владимира Гоцуленко, которые связаны между собой одной сюжетной линией. В каждом клипе продемонстрирован тот или иной эпизод из жизни великого русского поэта.

## В ролях
- Николай Караченцов — Александр Пушкин
- Ольга Кабо — Наталья Гончарова
- Тамара Жемчугова-Бутырская — Пиковая дама и цыганка-гадалка
- Анжелика Неволина — Анна Керн и цыганка
- Гали Абайдулов — игрок в карты и танцующий на балу
- Полина Рашкина[3]

## Создатели фильма
- Режиссёр: Юрий Рашкин
- Оператор: Григорий Беленький
- Композитор: Владимир Быстряков
- Сценарист и автор стихов: Владимир Гоцуленко
- Исполнитель романсов: Николай Караченцов

## Романсы, использованные в фильме
- «Чёрный ворон кружит»
- «В Михайловском»
- «У цыганского шатра»
- «Ожидание»
- «Романс о прекрасной даме»
- «Прощание с Одессой»
- «Зимняя фантазия»
- «Анна Керн»
- «Песенка о дуэлях»
- «Бесы»
- «Исповедь»
- «Наталья Николаевна»
- «На краю Земли»

## Интересные факты
- Музыкально-поэтический цикл «Дорога к Пушкину» состоит из семнадцати романсов, а в фильм вошли лишь тринадцать из них[3][4].
- Музыкально-поэтический цикл «Дорога к Пушкину» записывался в течение восьми лет[3].